# Botines, Texas
Botines, Texas (енгл. Botines) насељено је место без административног статуса у америчкој савезној држави Тексас.

## Демографија
По попису из 2010. године број становника је 117, што је 15 (-11,4%) становника мање него 2000. године.
| Група             | 2000.       | 2010.       |
| Белци             | 24 (18,2%)  | 9 (7,7%)    |
| Афроамериканци    | 0 (0,0%)    | 1 (0,9%)    |
| Азијати           | 0 (0,0%)    | 2 (1,7%)    |
| Хиспаноамериканци | 108 (81,8%) | 104 (88,9%) |
| Укупно            | 132         | 117         |